# Кук, Джозеф
Сэр Джо́зеф Кук (англ. Sir Joseph Cook; 17 декабря 1860 года, Стаффордшир, Англия — 30 июля 1947 года, Сидней, Австралия) — австралийский политик, шестой премьер-министр страны.

## Биография
Джозеф Кук родился в семье Уильяма Кука и Маргарет Флетчер. Он один из пяти детей в семье. В девять лет он начал работать, так и не получив школьного образования. Позднее он обучился на счетовода, занимаясь по ночам.
Кук иммигрировал в Австралию в 1885 году. Он работал на каменноугольных копях в Литгоу, Новый Южный Уэльс.
Кук женился на Мэри Тёрнер. У них восемь детей.

## Политическая карьера
В 1891 году Кук стал членом законодательного собрания Нового Южного Уэльса. В то время он представлял лейбористскую партию, раскол в которой произошёл уже в 1893 году. Причиной раскола стала свободная торговля. Джозеф Кук стал лидером фракции свободной торговли и покинул партию в 1894 году. Вместе с тем он сохранил своё место в законодательном собрании, кроме того, у него был министерский портфель в правительстве Джорджа Рида. В 1901 году Кук ушёл в федеральную политику.
Джозеф Кук оставался в федеральной политике 20 лет. Он представлял избирательный округ Парраматта в законодательном собрании страны. За это время он был министром обороны в 1909—1910 годах (при Альфреде Дикине), вторым человеком в оппозиции в 1910—1913 годах. После этого он сменил Альфреда Дикина на посту лидера либеральной партии и выиграл выборы в мае 1913 года с перевесом в одно кресло. Однако в своём правлении Кук столкнулся с серьёзным противодействием со стороны сената. Не имея возможности осуществлять эффективное руководство, Кук прибег к разделу 57 конституции Австралии, предусматривающий так называемый «двойной роспуск». Он представил на рассмотрение сената билль, отменяющий привилегированное право членов профсоюзов на трудоустройство в общественной сфере, осознавая, что такой билль будет сенатом непременно отклонён. Когда билль был отклонён повторно, Кук обратился к Генерал-губернатору Австралии, и 8 июня 1914 года тот распустил правительство. Формально Кук оставался на посту до 17 сентября, когда его сменил Эндрю Фишер. За это время началась Первая мировая война.
Находясь в оппозиции, Кук поддерживал военные реформы Фишер и Хьюза, что привело к слиянию партий 7 февраля 1917 года. После этого Кук стал заместителем премьер-министра. Кук сопровождал Хьюза на мирной конференции и подписании Версальского договора в 1919 году. С апреля по сентябрь 1921 года Кук исполнял обязанности премьер-министра.
С 1921 по 1927 год Кук занимал пост верховного комиссара Австралии в Лондоне, после этого вернулся в Сидней.

## Премьер-министр
На выборах 1913 года Либеральная партия Содружества во главе с Куком получила большинство в одно место в Палате представителей над Лейбористской партией во главе с Эндрю Фишером, и Кук стал шестым премьер-министром Австралии. Тем не менее лейбористы по-прежнему имели большинство в Сенате.  Не имея возможности эффективно управлять из-за враждебного Сената, Кук решил инициировать двойной роспуск в соответствии со статьей 57 Конституции Австралии., это положение было использовано впервые. Он внес законопроект об отмене льготного трудоустройства членов профсоюзов на государственной службе. Как и ожидалось, Сенат отклонил законопроект, дав Куку повод добиваться двойного роспуска. Первая мировая война разразилась в разгар кампании по выборам в сентябре 1914 года. Эндрю Фишер смог напомнить избирателям, что именно лейбористы выступали за создание независимых сил обороны Австралии, против чего выступали консерваторы. Кук потерпел поражение после пяти мест, и Лейбористская партия Фишера возобновила свою работу. 

### Первая мировая война
Кук был премьер-министром в течение первых шести недель участия Австралии в Первой мировой войне. 30 июля 1914 года он был проинформирован телеграммой о том, что британское правительство рассматривает возможность объявления войны, и посоветовал Австралии принять соответствующие меры предосторожности.  На следующий день на предвыборной встрече в Хоршеме, штат Виктория, он сказал: «Помните, что когда Империя находится в состоянии войны, то и Австралия находится в состоянии войны». По предложению генерал-губернатора Рональда Манро Фергюсона Кук созвал экстренное заседание кабинета министров на 3 августа. На нем присутствовали только четыре члена его министерства, так как остальные отсутствовали в кампании и не могли приехать в Мельбурн вовремя. Правительство решило предложить экспедиционный корпус численностью 20 000 человек — «любого предложенного состава в любое желаемое место назначения [...] в полное распоряжение правительства страны проживания; расходы по отправке и содержанию будут нести это правительство» — и дать Британское Адмиралтейство контролирует Королевский флот Австралии «по желанию». Предложение Австралии было сделано за 40 часов до того, как Великобритания объявила войну Германии, и было высказано предположение, что оно могло усилить давление на британское правительство с целью заставить его вступить в войну, наряду с аналогичными предложениями, сделанными Канадой и Новой Зеландией. Соединенное Королевство официально приняло предложение Австралии 6 августа, и впоследствии Кук санкционировал создание Австралийских имперских сил и Австралийских военно-морских и военных экспедиционных сил; последний захватил, а затем в течение нескольких месяцев оккупировал немецкую Новую Гвинею. В 1962 году Малкольм Генри Эллис описал его как «активатора и инициатора военных действий Австралии».